# Еетион
Вижте пояснителната страница за други значения на Еетион.
Еетион в древногръцката митология е баща на Андромаха и седем сина. Той е цар на Тива в Киликия. По време на Троянската война, Тива е превзета от Ахил, който убива Еетион и седемте негови сина.
В „Илиада“ се споменава още един Еетион, който управлява остров Имброс.